# Ochotona argentata
La pica plateada (Ochotona argentata) es una especie de mamífero de la familia Ochotonidae.
Como las otras picas, la pica plateada presenta un pelaje largo y suave, de color marrón/grisáceo. Está relacionada con los conejos y liebres, pero a diferencia de aquellos animales, todas sus extremidades son aproximadamente del mismo tamaño. Tiene orejas pequeñas y sus pies están cubiertos de pelo. Puede crecer hasta una longitud de 22 centímetros. Es un herbívoro que se alimenta de pasto y otra vegetación en los prados cercanos al pedregal. No hiberna y, para proveer comida cuando escasea en el invierno, hace pilas de pasto seco y follaje durante el verano y las guarda bajo tierra.

## Distribución geográfica
Se encuentra en la China, en una región de las Montañas Helan. Está clasificada como en peligro de extinción en la Lista Roja de UICN. Vive entre las piedras, y sus madrigueras se encuentran por debajo de las grietas entre éstas. La pica plateada ocupa afloramientos rocosos entre los árboles y matorrales. También se ha encontrado a profundidades de hasta 20 metros en las entradas de minas fuera de uso. 

## Estado
Solo se lo ha visto en una cordillera única. Su población es desconocida, pero se cree que se está disminuyendo como resultado de la deforestación, causando la reducción de su hábitat. No puede sobrevivir a temperaturas elevadas, y cualquier tipo de calentamiento climático tiene impactos negativos en la especie. Por esta misma razón, la UICN considera a este animal como uno en peligro de extinción.